# Kanzel (Lutzingen)

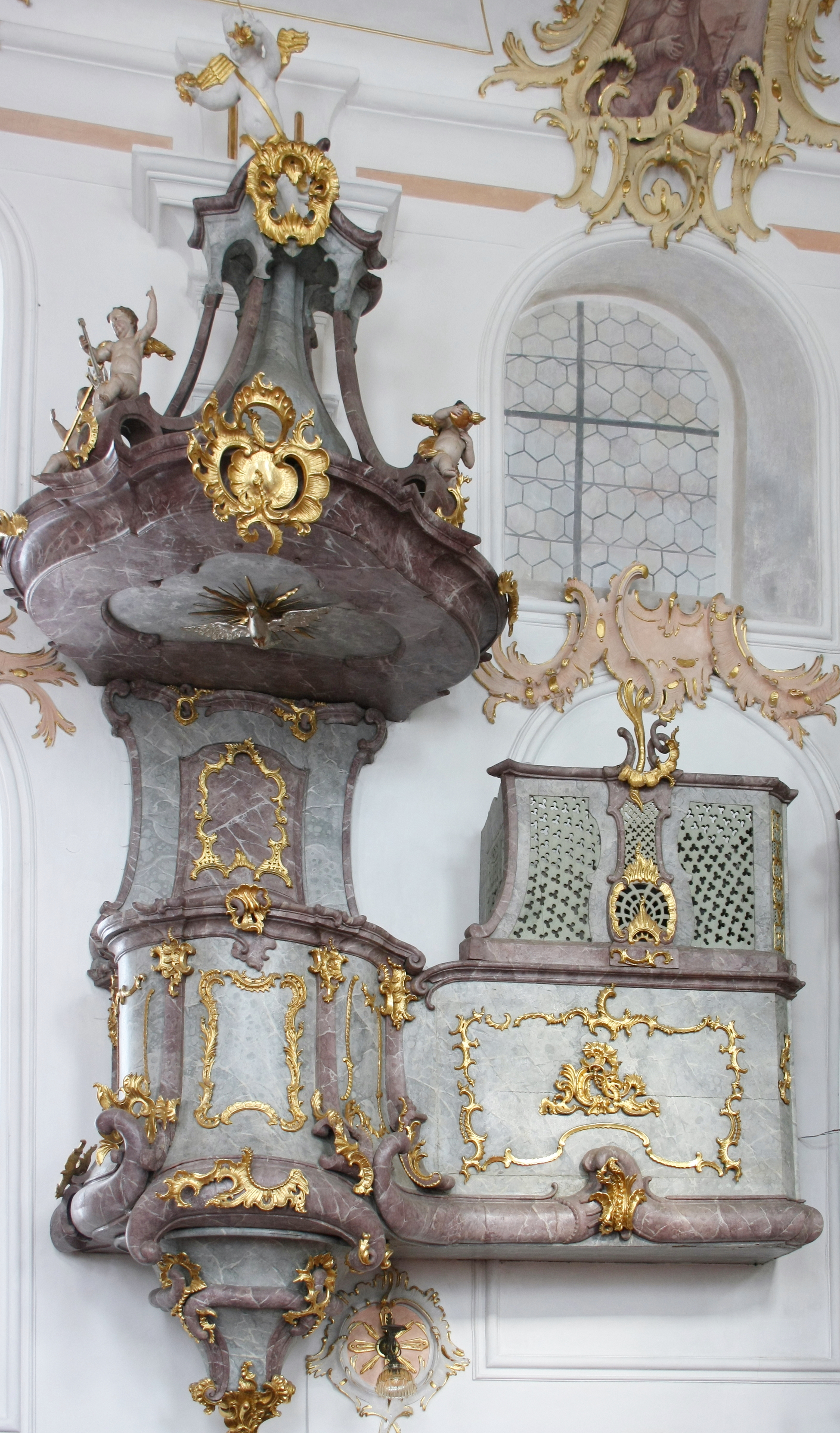
Kanzel in Lutzingen

Die Kanzel in der katholischen Pfarrkirche St. Michael in Lutzingen, einer Gemeinde im Landkreis Dillingen an der Donau im bayerischen Regierungsbezirk Schwaben, wurde um 1769 geschaffen. Die Kanzel ist ein Teil der als Baudenkmal geschützten Kirchenausstattung.
Die hölzerne Kanzel im Stil des Rokoko besitzt einen runden Kanzelkorb, der mit Muscheldekor verziert ist. Ihr vergitterter, hölzerner Zugang erfolgt von der Sakristei. Die Kanzel ist mit graugrüner Marmorierung bemalt und mit Golddekor gestaltet.
Der Schalldeckel ist mit einer Volutenkrone und Engelsputten besetzt, die die Attribute für Glaube, Hoffnung, Liebe halten. Unter dem Schalldeckel ist die Heiliggeisttaube zu sehen.